# Hannes Stöhr
Pour les articles homonymes, voir Stöhr.
 (novembre 2012).
Si vous disposez d'ouvrages ou d'articles de référence ou si vous connaissez des sites web de qualité traitant du thème abordé ici, merci de compléter l'article en donnant les références utiles à sa vérifiabilité et en les liant à la section « Notes et références ».
Johann Otto « Hannes » Stöhr, né en 1970 à Stuttgart en Allemagne, est un réalisateur et scénariste allemand.
Il est membre de la European Filmacademy. Depuis 2005, il enseigne à la Baden-Württemberg Film Academy, à la Deutsche Film - und Fernsehakademie de Berlin et au Goethe Institute. En 2006, Stöhr a obtenu une bourse pour la Villa Aurora à Los Angeles, en Californie. Il parle  l'allemand, l'espagnol, l'anglais, le français, le portugais et le galego. Il vit à Berlin.

## Biographie
Après avoir fini son service militaire, Hannes Stöhr séjourne quelque temps en Amérique du Sud. Il commence alors ses études de droit à Passau en 1992. Une bourse d'études lui permet d'aller à Santiago de Compostela. Une fois là-bas, il joue dans des théâtres de rue. De retour en Allemagne, il se lance dans des études de Cinéma à la célèbre école de Berlin : la DFFB (Deutschen Film- und Fernsehakademie Berlin).
De 1995 à 2000, il poursuit ses études à Berlin où il se lance dans la mise en scène, l'écriture de scénarios et à la réalisation de courts-métrages. En 1999, il  réalise déjà Berlin is in Germany en tant que court-métrage. Son œuvre terminée, il obtient le prix du meilleur court-métrage au Festival du Film de Potsdam.
Le long métrage Berlin est en Allemagne avec Jörg Schüttauf et Julia Jäger dans les rôles principaux en première à la Berlinale 2001 et a remporté le prix du public. Le film a été projeté avec succès dans des cinémas en Allemagne , en Espagne , en France et en Turquie. En France, le film a également remporté le prix du jury des festivals d' Annonay et de Poitiers,.
Son deuxième film One Day in Europe a été prisé comme film de l'année à la Berlinale de 2005. Le film avec Rachida Brakni, Boris Arquier, Miguel de Lira, Florian Lukas, Nuray Sahin, Megan Gayet d'autres est sorti en Allemagne, en Espagne, en Russie, en Turquie et au Japon,- également en Grande-Bretagne. Le message du film, c'est : « nous devons accepter nos différences. Notre culture, c'est la diversité » et l'Europe doit justement nous permettre de protéger cette diversité, selon Hannes Stöhr qui salue au passage la politique d'exception culturelle française.
Le film Berlin calling est une tragicomédie berlinoise contemporaine interprétée par Paul Kalkbrenner, Rita Lengyel, Corinna Harfouch et Araba Walton. Le film a été présenté en première mondiale en 2008 sur la Piazza Grande à Locarno. Le film est également venu au cinéma en Allemagne, en Italie, en Pologne, en Hongrie, en Argentine et dans d'autres pays. Berlin Calling a été tourné dans deux lieux de musique techno légendaires, le Bar 25 et Maria am Ostbahnhof.
Rétrospectivement, Hannes voit ses trois premiers longs métrages comme une trilogie : "Berlin is in Germany montre Berlin à travers un regard extérieur, One Day in Europe l'envisage dans le contexte européen et Berlin Calling l'explore de l'intérieur".
Hannes Stöhr a également réalisé des documentaires tels que "Je préfère Cuba libre" tourné en 1996 à La Havane, Cienfuegos et Santiago de Cuba. Dans son documentaire "Cirque Gosh live in Paris"de 1998 apparaît entre autres Michael Dallaire, le célèbre clown et réalisateur. 2010 a tourné "Paul Kalkbrenner-live" un documentaire sur l'artiste Paul Kalkbrenner. 2011 a été producteur du documentaire "Ma Hongrie à Berlin" de Rita Lengyel. 2012 a participé au projet français "Hopper stories-Hopper vu par" en collaboration avec Mathieu Amalric, Sophie Barthes, Dominique Blanc, Martin de Thurah, Sophie Fiennes, Valérie Mréjen et Valérie Pirson.
Son film "Global Player"a été tourné en Chine et à Hechingen, la ville natale de Hannes Stöhr. Le film a été projeté à la clôture du Filmfestival Cinema Jove Valencia et au Miami ° International Film Festival 2014, entre autres festivals. C'était la troisième visite d'Hannes au festival international du film de Miami. Le film a également été adapté comme une pièce de théâtre.

## Filmographie

### Courts-métrages (sélection)
- 1995 : Biete Agentinnen, suche Europa
- 1996 : Maultaschen
- 1999 : Berlin is in Germany

### Documentaires (sélection)
- 1998 : Gosh – Ein Zirkusporträt

### Longs-métrages (sélection)
- 2001 : Berlin is in Germany[45]
- 2003 : Tatort: Odins Rache (de)
- 2005 : One Day in Europe[46]
- 2008 : Berlin Calling[47]
- 2013 : Global Player - Toujours en avant (Global Player – Wo wir sind isch vorne)[48]

## Récompenses et distinctions (sélection)
- 1999 : Prix du meilleur court-métrage au Festival du Film de Potsdam pour Berlin is in Germany
- 2001 : Prix du public à la Berlinale pour le long-metrage  Berlin is in Germany[49]
- 2002 : Prix de la critique pour le long- metrage  Berlin is in Germany
- 2001: Prix Studio Hamburg[50]
- 2002 New Faces award
- 2001 Festival de Valencia : Luna de Plata[51].
- 2001 Festival de Schwerin : Prix du public
- 2002 Prix du jury des festivals d' Annonay et de Poitiers[16].
- 2005 : Film de l'année à la Berlinale pour One Day in Europe
- 2010 ARTE-Prix Public Berlin calling[52]